# Afinació
L'afinació és el procés mitjançant el qual s'afina un instrument musical fent concordar els sons que produeix amb una freqüència sonora prèviament establerta. En el cas d'instruments musicals clàssics (com és el cas d'un violí o un clarinet), s'acostuma a afinar utilitzant la nota la, donada per un altre instrument, per un diapasó, o revisada amb un afinador. Els sistemes d'afinació busquen construir una sèrie de relacions de freqüència vibratòria que donen lloc a les notes d'una escala. Aquestes relacions s'estudien de forma independent de l'altura absoluta de qualsevol de les notes, i es descriuen exclusivament com intervals entre elles. Els apartats que segueixen són una relació dels estàndards d'altura absoluta, no dels sistemes d'afinació de l'escala.

## Estàndards d'afinació en la història
Així com s'utilitzaren diversos sistemes d'afinació musical per a determinar la freqüència relativa de les notes d'una escala musical, també en el transcurs de la història s'han usat diversos estàndards d'afinació, en un intent de fixar l'altura absoluta de l'escala. El 1955, l'Organització Internacional d'Estandardització fixà la freqüència del la en 440 Hz.
A mitjans del 1500 Michael Praetorius habita rebutjat diversos estàndards d'afinació alts (de més de 480 Hz pel fet que provocava el trencament de les cordes més agudes (més primes) del violí, que en aquella època es feien amb intestins o tripes d'animals.
Els nivells d'afinació no només variaven en llocs diferents o en distintes èpoques: fins i tot podien variar en una mateixa ciutat. L'afinació de l'orgue d'una catedral londinenca del s. XVII, podia estar afinat cinc semitons més baix que un virginal (instrument de teclat) de la mateixa ciutat.
Es pot tenir alguna idea de les variacions d'afinació examinant antics diapasons de forquilla, tubs d'orgues i altres fonts. Per exemple, un petit diapasó de llengüeta (o “diapasó coral”) anglès de 1720 emetia el la₃ (que es troba cinc tecles blanques a la dreta del do central del piano) a 380 Hz, mentre que els orgues que tocava Johann Sebastian Bach a Hamburg, Leipzig i Weimar estaven afinats amb el la₃ a 480 Hz, una diferència de quatre semitons. En altres paraules, el la que produïa el diapasó anglès sonava com un fa en els orgues que tocava Bach en aquella mateixa època.
La necessitat d'estandarditzar els nivells d'afinació (com a mínim dins d'una mateixa ciutat o un mateix país) sorgí quan es començà a popularitzar l'execució de música combinada d'orgue amb ensambles instrumentals. De primer es començà a controlar l'afinació amb el diapasó de forquilla, encara que tampoc aquí es posaven d'acord: un diapasó associat a Georg Friedrich Händel, aproximadament de 1740, estava afinat amb un la 422,5 Hz, mentre que un de 1780 estava a 409 Hz (quasi un semitò més greu). Cap a finals del 1700, el la₃ s'afinava dins del rang dels 400 a 450 Hz.
Durant la primera meitat del segle xix hi hagué una tendència a pujar l'afinació de l'orquestra. Un diapasó de 1815 del Semperoper, el teatre de l'òpera de Dresde dona un la 423,2 Hz, mentre que un d'onze anys després produïa 435 Hz.

### Legalització del la 435 (1859)
Els més intensos oponents a la tendència a aguditzar l'afinació eren els cantants, que es queixaven per la dificultat que suposa vocalment haver d'apujar el to de les obres per culpa de l'orquestra. Degut probablement a aquestes protestes, el govern de França dictà una llei el 16 de febrer de 1859 en el que s'establia el la3 a 435 Hz. Aquest fou el primer intent d'estandarditzar l'afinació a tal escala, i fou conegut com el “diapasó normal”.

### Afinació “filosòfica” (la 430,54)
El diapasó normal del la a 435 Hz donava com a resultat un do central afinat a 258,65 Hz. Una afinació alternativa, coneguda com a “afinació filosòfica” o “científica” fixava el do exactament a 256 Hz, un nombre molt proper a l'anterior que resultava d'elevar el nombre enter 2 a la 8a potència (28 Hz). Aquest do normativitzat donava un la 430,54 Hz però el seu ús no es generalitzà.

### Segle XX (la 440)
El 1939 la conferència de la International Standards Association, reunida a Londres recomanà que el la s'afinés a 440 Hz. La diferència entre aquesta afinació i el “diapasó normal” es degué a la confusió sobre quina era la temperatura a la qual s'havia de mesurar l'estàndard francès. La 440 Hz ara s'utilitza pràcticament en tot el món, teòricament. En la pràctica, les orquestres afinen amb el la que genera l'oboista principal.

### Segle XXI(la 442 i la 444)
En les orquestres de cambra i simfòniques de música europees actuals es pren com a referència un la₃ de 442 Hz produït per un dispositiu electrònic. Hi ha instruments d'afinació fixa, els instruments de vent d'una sola peça, dels quals no es pot variar l'alçada del so. El piano, per la seva banda, necessita afinació periòdica, uns dos cops l'any. Té un claviller en el qual es distribueixen les clavilles d'afinació. La tensió de les cordes es regula girant cada clavilla (semblant a com s'afina una guitarra).